# Taisha (kanton)
Taisha – kanton w prowincji Morona-Santiago, w Ekwadorze. Stolicą kantonu jest Taisha.